# Agrypon postscutellare
Agrypon postscutellare är en stekelart som beskrevs av Morley 1913. Agrypon postscutellare ingår i släktet Agrypon och familjen brokparasitsteklar. Inga underarter finns listade i Catalogue of Life.